# Інамкло (Вашингтон)
Інамкло (англ. Enumclaw) — місто (англ. city) в США, в окрузі Кінг штату Вашингтон. Населення — 12 543 особи (2020).

## Географія
Інамкло розташоване за координатами 47°11′59″ пн. ш. 121°59′14″ зх. д. / 47.19972° пн. ш. 121.98722° зх. д. (47.199796, -121.987187).  За даними Бюро перепису населення США в 2010 році місто мало площу 11,06 км², з яких 11,04 км² — суходіл та 0,02 км² — водойми. В 2017 році площа становила 13,42 км², з яких 13,42 км² — суходіл та 0,00 км² — водойми.

## Демографія
Згідно з переписом 2010 року, у місті мешкало 10 669 осіб у 4420 домогосподарствах у складі 2793 родин. Густота населення становила 964 особи/км².  Було 4683 помешкання (423/км²).
Расовий склад населення:
| - 91,8 % — білих - 1,0 % — корінних американців - 0,9 % — азіатів - 0,5 % — чорних або афроамериканців - 0,1 % — вихідців з тихоокеанських островів - 2,9 % — осіб інших рас |

До двох чи більше рас належало 2,7 %. Частка іспаномовних становила 6,6 % від усіх жителів.
За віковим діапазоном населення розподілялося таким чином: 24,5 % — особи молодші 18 років, 60,6 % — особи у віці 18—64 років, 14,9 % — особи у віці 65 років та старші. Медіана віку мешканця становила 38,9 року. На 100 осіб жіночої статі у місті припадало 91,5 чоловіків;  на 100 жінок у віці від 18 років та старших — 89,0 чоловіків також старших 18 років.
Середній дохід на одне домашнє господарство  становив 67 227 доларів США (медіана — 54 325), а середній дохід на одну сім'ю — 76 967 доларів (медіана — 62 284). Медіана доходів становила 52 880 доларів для чоловіків та 41 216 доларів для жінок. За межею бідності перебувало 13,8 % осіб, у тому числі 20,0 % дітей у віці до 18 років та 8,9 % осіб у віці 65 років та старших.
Цивільне працевлаштоване населення становило 5649 осіб. Основні галузі зайнятості: освіта, охорона здоров'я та соціальна допомога — 17,5 %, виробництво — 12,6 %, роздрібна торгівля — 11,7 %, науковці, спеціалісти, менеджери — 11,0 %.